# Isariya Marom
Isariya Marom (thailändisch อิสริยะ มารมย์, * 18. Dezember 1995 in Nong Bua Lamphu), auch als Teng (thailändisch เติ้ง) bekannt, ist ein thailändischer Fußballspieler.

## Karriere

### Verein
Isariya Marom erlernte das Fußballspielen in der Jugendmannschaft von Muangthong United. Hier unterschrieb er 2015 seinen ersten Profivertrag. Der Verein aus Pak Kret, einem nördlichen Vorort der thailändischen Hauptstadt Bangkok, spielte in der höchsten Liga des Landes, der Thai Premier League. Direkt nach Vertragsunterschrift bei Muangthong wurde er die Hinserie 2015 an den Drittligisten Nakhon Nayok FC nach Nakhon Nayok ausgeliehen. Die Rückserie spielte er auf Leihbasis beim damaligen Drittligisten Nongbua Pitchaya FC in Nong Bua Lamphu. Die komplette Saison 2016 spielte er auf Leihbasis beim ebenfalls in der dritten Liga spielenden Phrae United FC. Anfang 2017 wurde er an den Ligakonkurrenten BEC Tero Sasana FC ausgeliehen. Für Police absolvierte er neun Erstligaspiele. Nach der Hinserie ging er Mitte 2017 nach Udon Thani. Hier spielte er ebenfalls auf Leihbasis beim ansässigen Udon Thani FC. Ende 2017 stieg er mit Udon in die zweite Liga auf. Für Udon spielte er bis Ende 2019. Nach Vertragsende bei Muangthong schloss er sich 2020 seinem ehemaligen Verein und mittlerweile Zweitligisten Nongbua Pitchaya FC an. Im März 2021 feierte er mit Nongbua die Zweitligameisterschaft und den Aufstieg in die erste Liga. Zu Beginn der Saison 2021/22 wechselte er nach Trat zum Erstligaabsteiger Trat FC. Am Ende der Saison 2022/23 feierte er mit Trat die Vizemeisterschaft und den Aufstieg in die erste Liga. Nach dem Aufstieg verließ er Trat und schloss sich im Juli 2023 dem Zweitligisten Nakhon Si United FC an. Die Saison 2023/24 wurde er mit dem Verein Tabellenfünfter und qualifizierte sich somit für die Aufstiegsspiele zur ersten Liga. Hier konnte man sich jedoch nicht gegen den Rayong FC durchsetzen und verblieb in der zweiten Liga. Nach 16 Ligaspielen wurde sein Vertrag im Sommer 2024 nicht verlängert.

### Nationalmannschaft
Isariya Marom spielte von 2013 bis 2014 fünfmal in der thailändischen U19-Nationalmannschaft.

## Erfolge
Nongbua Pitchaya FC
- Thailändischer Zweitligameister: 2020/21  ▲

Trat FC
- Thailändischer Zweitligavizemeister: 2022/23  ▲

## Sonstiges
Isariya Marom ist der Bruder von Wutthichai Marom.